# Tuse Næs
Tuse Næs er en halvø i Isefjorden mellem Holbæk Fjord og Lammefjorden.
Midt på halvøen findes hovedbyen Udby.
Der er to landsbykirker fra 1100-tallet: Hørby Kirke og Udby Kirke.
Der er 2275 indbyggere. I Udby bor der 472, mens havnebyen Hørby har 412 indbyggere.
Næsset har badestrande mod nordøst ved Løserup og Kisserup, og både her og på andre steder ved vandet findes store sommerhusområder. På den sydøstlige side af halvøen ligger den store Bognæs Skov med skovdrift.
Yderst på halvøen findes Udby Vig, Bognæs Skov. og Hønsehals Skov.
På halvøens nordside findes Kisserup Strand.
På den sydøstlige del af halvøen findes sædegården Hørbygaard.